# Балканская федерация
Балканская федерация (Балканская федеративная республика) — проект федеративного или конфедеративного государства, зародившийся в конце XIX века, которое включало бы в себя Югославию, Болгарию, Румынию, Албанию и Грецию, основанный главным образом на левой политической идеологии.
Эта концепция прошла через три этапа в своем развитии. На первом этапе эта идея была сформулирована в качестве ответа на распад Османской империи в начале XX века. На втором этапе, во время межвоенного периода (1918—1939), идея балканской федерации рассматривалась балканскими коммунистическими партиями. Третий этап характеризуется столкновением между балканскими коммунистическими лидерами и Иосифом Сталиным.
Наиболее активно данная идея обсуждалась во время и в первые годы после Второй мировой войны между новыми коммунистическими властями Югославии, Болгарии, Румынии и Албании, которые рассматривали возможность создания союзной федерации, в которую предполагалось включить эти страны, и, возможно, Грецию в случае прихода к власти там коммунистического правительства. Активным участником данного процесса был СССР, однако после разрыва Сталина с Тито Советский Союз заблокировал процесс создания федерации. Немаловажной причиной срыва формирования федерации был риск сербов и в широком смысле югославов потерять доминирующее положение в государстве, и с другой стороны неюгославских народов — оказаться в зависимости от Белграда. Проблематичным был также вопрос устройства федерации — должна была ли Югославия входить в состав федерации как единое гособразование, или же равноправными членами должны были стать её пять союзных республик? Спорным был также вопрос границ между Албанией, Болгарией, Югославией, Грецией, а также между союзными республиками Югославии. Вхождение в состав федерации Румынии превратило бы экономически румын в крупнейший народ Федерации.

## Ранние проекты
В течение многих веков под властью Османской империи большая часть Балканского полуострова была геополитическим образованием без внутренних границ. В XIX веке были созданы национальные государства, которые создали межгосударственные границы на Балканах.
Вновь созданные национальные государства на Балканах не оставляли перспективы мультикультурному сосуществованию, проводя стратегию расширения своих границ. В XIX веке в политической жизни Балкан «нация» понимается как этническая общность, которая должна повторно собрать её разрозненные части, так, Греция должна стать «Великой Грецией» (или даже второй Византией), Болгария — «Великой Болгарией», Сербия — «Великой Сербией». Такая политика часто была репрессивной к национальным меньшинствам. Космополитически ориентированная часть интеллигенции, главным образом социалистической ориентации, поднимала свой голос против такого будущего на Балканах.
Концепция Балканской федерации возникла в конце XIX века среди левых политических сил в регионе. Главная цель заключалась в создании нового политического единства: общая федеративная республика должна была объединить Балканский полуостров на основе интернационализма, социальной солидарности и экономического равенства. Основная идея была в том, что, несмотря на различия между балканскими народами, историческая необходимость освобождения была общей основой для объединения.

## Межвоенный период
Октябрьская революция в России, провозгласившая страну с левой идеологией, укрепила революционный интернационализм на Балканах. Кроме того, вновь образованный Третий интернационал (или Коминтерн) собрал в своих рядах революционных социалистов из всех Балкан. Коминтерн воспринимал создание Балканской Федерации в качестве основы своей политики на Балканах. Для коммунистов Социалистическая Балканская Федерация была «единственным выходом из национальной ненависти, распада государств, бедности и империалистической эксплуатации».
В конце 1920-х годов Коминтерн, вместо прежнего лозунга о мировой революции, принял программу построения «социализма в отдельно взятой стране», после чего балканский интернационализм значительно угас и интернационалисты стали меньшинством в коммунистическом движении.

## Вторая мировая война и послевоенный период
Во время Второй мировой войны началась национально-освободительная борьба югославских, албанских, болгарских и греческих партизан. Светозар Вукманович, в качестве делегата от Центрального Комитета Коммунистической партии Югославии и штаба Верховного Штаба Народно-освободительной армии в 1943 году в Македонии, работал над созданием Балканского штаба, для координации Народно-освободительной борьбы балканских народов и будущего образования Балканской Федерации.
Во время первой сессии Антифашистского совета национального освобождения Албании 24 мая 1944 года Тито направил телеграмму о том, что борьба народов Югославии «гарантирует братство балканских стран для достижения идеи Балканской конфедерации». Считалось, что албанско-югославские отношения (наряду с косовским вопросом) будут урегулированы в рамках социалистической Балканской конфедерации.
После Второй мировой войны между новой коммунистической властью Югославии, Народной Республики Болгарии, Народной Республики Румынии и Народной Республики Албании, при активном участии Советского Союза, обсуждалось создание Балканской федеративной республики, которая должна была включать и Грецию в случае победы греческих левых и леворадикалов в греческой гражданской войне. Тито в то время очень активно работал над созданием Балканской федерации. Югославия активно помогала греческим партизанам и работала над объединением Албании с Югославией.
1 июля 1947 был заключен Договор о дружбе и сотрудничестве между Федеративной Народной Республикой Югославия и Народной Республикой Албания. В том же году подписан договор о дружбе и сотрудничестве между Албанией и Болгарией. В это же время были подписаны и югославско-болгарское и болгарско-румынское двусторонние соглашения о сотрудничестве. Были созданы соответствующие таможенные союзы.
Болгария не желала доминирования Югославии в союзе. Также между югославской и болгарской сторонами не были решены противоречия по поводу возможного создания единой федеральной республики Македония, разделённой ранее на Вардарскую (Югославскую) и Пиринскую (Болгарскую). В качестве первого шага поначалу наиболее продвинулось дело объединения Югославии и Албании, на которое дал безусловное согласие Сталин: «Мы будем согласны, если Югославия проглотит Албанию!».
Однако ЦК ВКП(б) позже отказался от создания Балканской федерации, потому что «уменьшится влияние СССР и Верховного главнокомандующего Советской армии». Сталин опасался, что в Балканской федерации со столицей в Белграде будет доминировать Югославская коммунистическая партия во главе с Иосипом Броз Тито. Все мероприятия вокруг создания Балканской федерации были прекращены в связи с оппозицией Сталина такому объединению балканских народов. После декларации Коминформа в июне 1948 года, в которой был осуждён Тито, были полностью прекращены переговоры о формировании федерации.